# ناحیه فیلو، شهرستان شمپین، ایلینوی
ناحیه فیلو، شهرستان شمپین، ایلینوی (به انگلیسی: Philo Township) یک منطقهٔ مسکونی در ایالات متحده آمریکا است که در شهرستان شمپین، ایلینوی واقع شده‌است. ناحیه فیلو ۱٬۹۵۴ نفر جمعیت دارد و ۲۰۸ متر بالاتر از سطح دریا واقع شده‌است.